# Naturschutzgebiet Schmehauser Mersch
Koordinaten: 51° 41′ 3″ N, 7° 58′ 46″ O

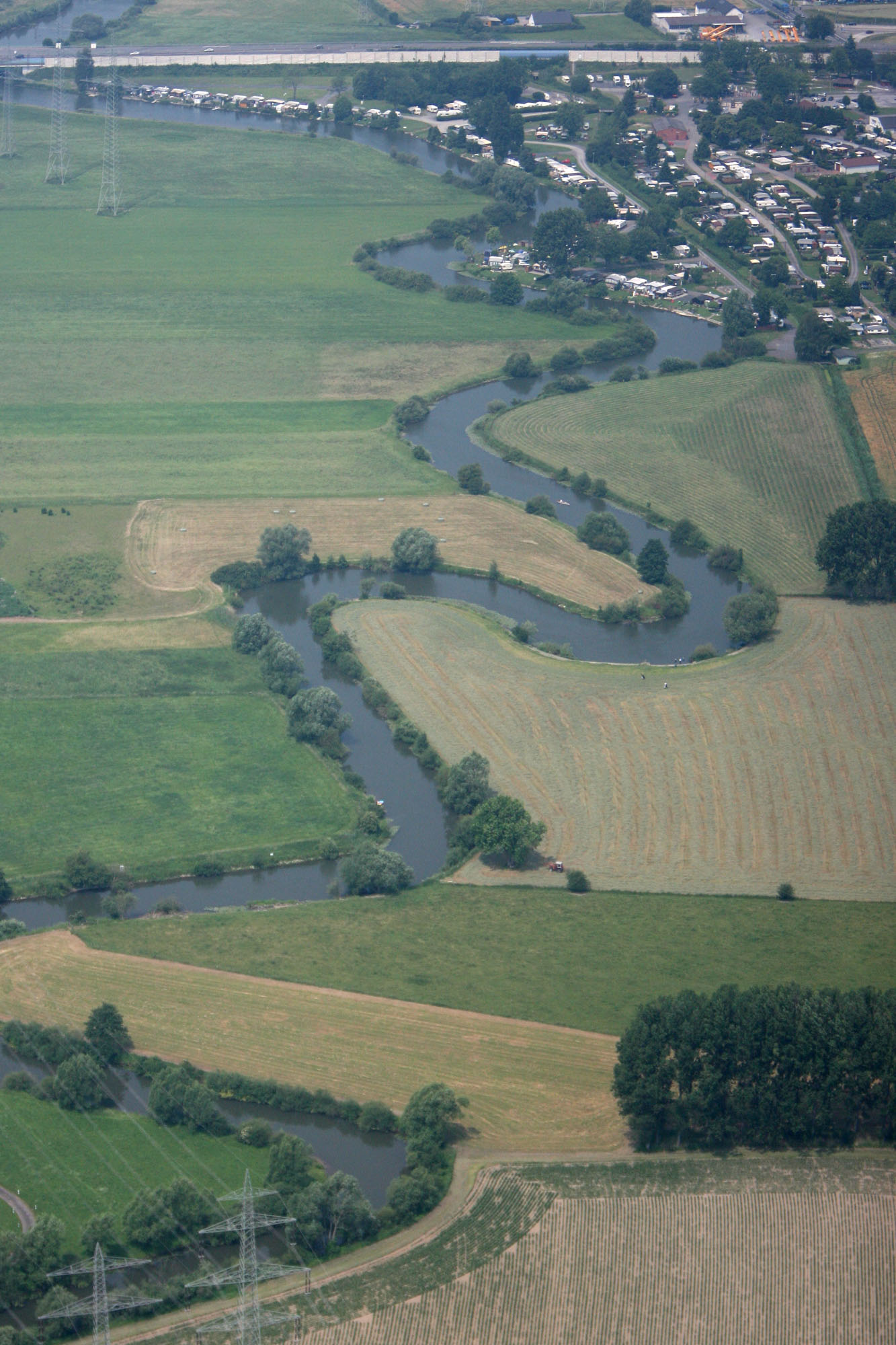
Naturschutzgebiet Schmehauser Mersch (Juni 2007)

Das Naturschutzgebiet Schmehauser Mersch liegt auf dem Gebiet der kreisfreien Stadt Hamm in Nordrhein-Westfalen.
Das rund 102 ha große Gebiet, das im Jahr 1995 unter der Schlüsselnummer HAM-007 unter Naturschutz gestellt wurde, erstreckt sich nördlich von Schmehausen, einem Stadtteil von Hamm. Am nördlichen Rand des Gebietes fließt die Lippe und südwestlich der Datteln-Hamm-Kanal. Am westlichen Rand verläuft die A 2, nordöstlich die B 475 und am südwestlichen Rand die Landesstraße L 736. Nördlich des Gebietes erstreckt sich das 368,4 ha große Naturschutzgebiet Uentruper Wald.